# Morris Plains
Morris Plains és una població dels Estats Units a l'estat de Nova Jersey. Segons el cens del 2007 tenia 5.534 habitants.

## Demografia
Segons el cens del 2000, Morris Plains tenia 5.236 habitants, 1.955 habitatges, i 1.477 famílies. La densitat de població era de 780,6 habitants/km².
Dels 1.955 habitatges en un 33,1% hi vivien nens de menys de 18 anys, en un 67% hi vivien parelles casades, en un 7% dones solteres, i en un 24,4% no eren unitats familiars. En el 19,7% dels habitatges hi vivien persones soles el 8,6% de les quals corresponia a persones de 65 anys o més que vivien soles. El nombre mitjà de persones vivint en cada habitatge era de 2,63 i el nombre mitjà de persones que vivien en cada família era de 3,05.
Per edats la població es repartia de la següent manera: un 23,5% tenia menys de 18 anys, un 4,4% entre 18 i 24, un 29,4% entre 25 i 44, un 26,4% de 45 a 60 i un 16,2% 65 anys o més.
L'edat mediana era de 41 anys. Per cada 100 dones de 18 o més anys hi havia 86,6 homes.
La renda mediana per habitatge era de 84.806 $ i la renda mediana per família de 98.333 $. Els homes tenien una renda mediana de 75.040 $ mentre que les dones 44.554 $. La renda per capita de la població era de 36.553 $. Aproximadament l'1,5% de les famílies i el 2,4% de la població estaven per davall del llindar de pobresa.

## Poblacions més properes
El següent diagrama mostra les poblacions més properes.